# Nao Shikata
Nao Shikata (四方 菜穂, Shikata Nao, Kamakura, 5 november 1979) is een Japans voormalig voetbalster.

## Carrière

### Clubcarrière
Shikata begon haar carrière in 1995 bij Nippon TV Beleza. Met deze club werd zij in 2000, 2001, 2002, 2005, 2006, 2007 en 2008 kampioen van Japan. In 2008 beëindigde zij haar carrière als voetbalster.

### Interlandcarrière
Shikata maakte op 4 december 2001 haar debuut in het Japans vrouwenvoetbalelftal tijdens een wedstrijd om het Aziatisch kampioenschap 2001 tegen Singapore. Daar stond zij in drie wedstrijden van Japan opgesteld en Japan behaalde zilver op het Aziatisch kampioenschap. Zij nam met het Japans vrouwenvoetbalelftal deel aan het Aziatisch kampioenschap 2006. Ze heeft acht interlands voor het Japanse vrouwenelftal gespeeld.

## Statistieken
| Japans vrouwenvoetbalelftal | Japans vrouwenvoetbalelftal | Japans vrouwenvoetbalelftal |
| Jaar                        | Wed.                        | Dlp.                        |
| --------------------------- | --------------------------- | --------------------------- |
| 2001                        | 3                           | 0                           |
| 2002                        | 0                           | 0                           |
| 2003                        | 0                           | 0                           |
| 2004                        | 1                           | 0                           |
| 2005                        | 2                           | 0                           |
| 2006                        | 2                           | 0                           |
| Totaal                      | 6                           | 0                           |